# Branná - hrad
Branná - hrad este o arie protejată (arie specială de conservare — SAC, sit de importanță comunitară — SCI) din Republica Cehă întinsă pe o suprafață de 0,68 ha, integral pe uscat.

## Localizare
Centrul sitului Branná - hrad este situat la coordonatele 50°09′03″N 17°00′42″E / 50.150833°N 17.011667°E.

## Înființare
Situl Branná - hrad a fost declarat sit de importanță comunitară în aprilie 2005 pentru a proteja 1 specie de animale. Situl a fost protejat și ca arie specială de conservare în iulie 2012.

## Biodiversitate
Situată în ecoregiunea continentală, aria protejată nu include niciun habitat protejat.
La baza desemnării sitului se află o specie protejată de  mamifere: liliacul mic cu potcoavă (Rhinolophus hipposideros).